# Pliego
Pliego település Spanyolországban, Murciában. Pliego Mula községgel határos. Lakosainak száma 3964 fő (2024).

## Népesség
A település népessége az elmúlt években az alábbi módon változott:
| Lakosok száma | 3432 | 3507 | 3864 | 4034 | 4051 | 3937 | 3873 | 3847 | 3901 | 3964 |
|               | 2001 | 2004 | 2007 | 2009 | 2012 | 2014 | 2017 | 2019 | 2022 | 2024 |